# وحوش البرية الجنوبية (فلم)
وحوش البرية الجنوبية بالإنجليزية:(Beasts of the Southern Wild)، فيلم أمريكي خيالي إنتاج عام 2012 من إخراج بينه زيتلن تم عرضه في مهرجان أفلام وبعد ذلك في تاريخ 27 يونيو عُرض في نيويورك ولوس انجلوس وعُرض فيما بعد عالميا.

ترشّح الفيلم لعدة جوائز في مهرجان توزيع جوائز الأوسكار الخامس و الثمانين حيث تم ترشيحه لجائزة أفضل فيلم وجائزة أفضل مخرج وجائزة أفضل سيناريو مقتبس وجائزة أفضل ممثلة.

## القصة
تدور أحداث الفيلم حول طفلة في السادسة من عمرها، تعيش في مكان معزول عن العالم برفقة والدها المريض، لكنها بالرغم من ذلك تحيا حياة صبيانية سعيدة، حتى تحدث عاصفة عنيفة تؤدي إلى انهيار الجليد وارتفاع منسوب المياه وغرق منزلها، ومن هنا يجب عليها تعلم كيفية البقاء في ظل تلك الظروف الصعبة.

## طاقم العمل
- كوفينزانيه واليس بدور هوشبوبي.
- دوايت هنري بدور وينك.
- جونشيل أليكسندر بدور جوي.
- مارلين باربارين
- جوفان هاثاواي
- ليفي إستيرلي بدور جين.

## الجوائز
ترشّح الفيلم لـ 4 جوائز أوسكار وفاز بـ 54 جائزة في المهرجانات والاحتفالات السينمائية الأخرى 

## روابط خارجية
- مقالات تستعمل روابط فنية بلا صلة مع ويكي بيانات

## روابط اضافية
- الموقع الرسمي